# Papilio chrapkowskoides
Papilio chrapkowskoides är en fjärilsart som beskrevs av Storace 1952. Papilio chrapkowskoides ingår i släktet Papilio och familjen riddarfjärilar.
Artens utbredningsområde är Tanzania. Inga underarter finns listade i Catalogue of Life.

## Bildgalleri

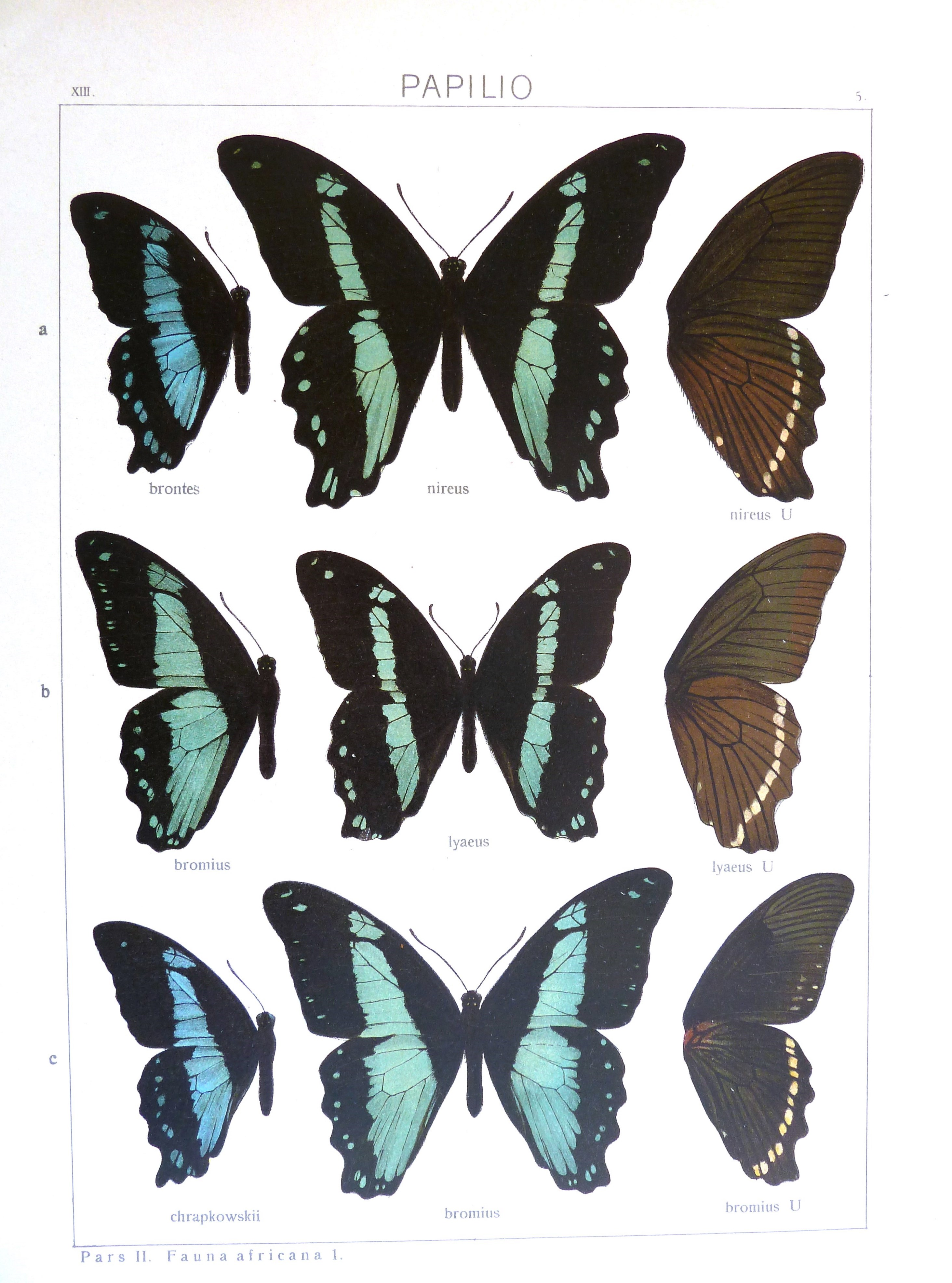